# 蝎子王一世
蝎子王一世是传说中古埃及前王朝時期上埃及的开国君主，早于那尔迈150多年，定都于提尼斯。他的名字可能参考于古埃及女神塞尔凯特，巴勒莫石碑中简要地提及了他。蝎子王一世的坟墓位于阿拜多斯的烏姆·卡伯的U墓地，编号为U-j。其坟墓尽管遭到盗窃和可能的部分发掘，但仍保留有大量陪葬品和丧葬物品，出土了许多象牙和骨头制品；还有大约150枚刻有字符的小签，其中“蝎子”是出现频率最高的字符，字符可能还涉及到行政机构、王室财产并出现了数字，证明古埃及象形文字已经有所发展。在埋葬室里，发现有圣堂遗迹，在东北端发现了钩形(hq3)的象牙权杖，是王权的象征。其中最惊人的发现超过400件的进口来的陶器，其中有47个陶罐里装有葡萄种子，甚至还发现了保存完好的葡萄，在11个陶罐里发现了残存的一薄层物质——可能是一种使葡萄酒更醇更香的添加剂，研究表明这些进口来的坛子是用来装葡萄酒的。

## 战斗描述
1995年，在对底比斯沙漠公路的勘测中，发现了一幅具有5000多年历史的涂鸦，上面还带有蝎子的标志，描绘了他战胜了另一位原始的统治者（可能是奈加代的国王）。涂鸦中被击败的国王的命名是“Bull's Head”，这个标记也在乌姆·卡伯中发现。 据信，蝎子王一世在击败奈加代国王牛后统一了上埃及，这段铭文可能是迄今发现的最早的古埃及历史文献。